# Bolo Yeung
Bolo Yeung, születési nevén Jőng Szí (楊斯, jűtphing: Joeng Si, népszerű átírással Yang Sze; Kanton, 1946. július 3.–) kínai színész, harcművész. Legismertebb filmje a Véres játék, ahol Chong Li-t, Van Damme fő ellenfelét alakította.

## Élete és pályafutása
Kantonban született, az 1960-as években a kommunizmus elől Hongkongba menekült, ahol testépítéssel kezdett el foglalkozni, 1970-ben a Mister Hong Kong címet is elnyerte. Filmes karrierjét a Shaw testvéreknél kezdte, legtöbbször brutális, kevéssé intelligens rosszfiú-szerepekben volt látható. Közben televíziós reklámokban szerepelt, az egyik cigarettareklám kapcsán figyelt fel rá Bruce Lee, aki szerepet ajánlott neki A sárkány közbelép című filmjében. Az 1970-es és '80-as években csaknem 100 filmben alakított negatív szereplőt. A Véres játék és a Dupla dinamit című filmekben Jean-Claude Van Damme ellenfele volt. A belga színésszel a mai napig baráti viszonyt ápol és többször közösen fellépnek testépítő konferenciákon. Játszott még Jackie Channel is, akinek filmjeiben többnyire rosszfiút alakított. 1993-ban pozitív szereplőt alakított a Shootfighter: Fight To Death című filmben. 2007-ben ugyancsak pozitív főszereplőként jelent meg egy újabb filmben, a Blizhniy Boy: The Ultimate Fighter-ban, amit orosz közreműködéssel lehetett befejezni, viszont a szerzői jogok kapcsán a mai napig tartó huzavona nem tette lehetővé a film megjelentetését.
Házas, két fia (David és Danny) és egy lánya (Debbra) született.